# Synagogue de la Braunhubergasse (1899-1938)
La synagogue de la Braunhubergasse ou Temple de Simmering dans le quartier Simmering de Vienne est une synagogue communautaire située dans le XIe arrondissement de Vienne (Autriche). La synagogue, construite en 1898-1899 selon les plans de l'architecte Jakob Gartner est incendiée en 1938 par les nazis comme la plupart des lieux de culte juif en Allemagne et dans les territoires annexés. 

## Histoire de la synagogue

### Construction de la synagogue
Avant 1891, il existe à Simmering, deux associations cultuelles juives, la Ahawas Re-im et la Israelitische Betgenossenschaft (Association de prière israélite), plus ou moins concurrentes. Ces deux associations se réunissent pour les offices dans des auberges ou des appartements loués. Les deux associations vont fusionner dans la Israelitischen Tempelvereins Simmering à la suite des démarches pressantes de Friedrich Vogel, propriétaire du moulin à vapeur, avec pour premier président Sigmund Kauders, grossiste en vin. La salle utilisée pour les offices au 111 Hauptsrasse à Simmering étant devenue trop petite et inconfortable, l'association décide le 19 août 1891, de construire une nouvelle synagogue à Simmering. Le Comité de Construction du Temple pour le Xie arrondissement acquiert un terrain d'angle au 7 Braunhubergasse, au coin de la Hugogasse, d'une superficie de 765 m2 selon des mesures effectuées en 1938 .   

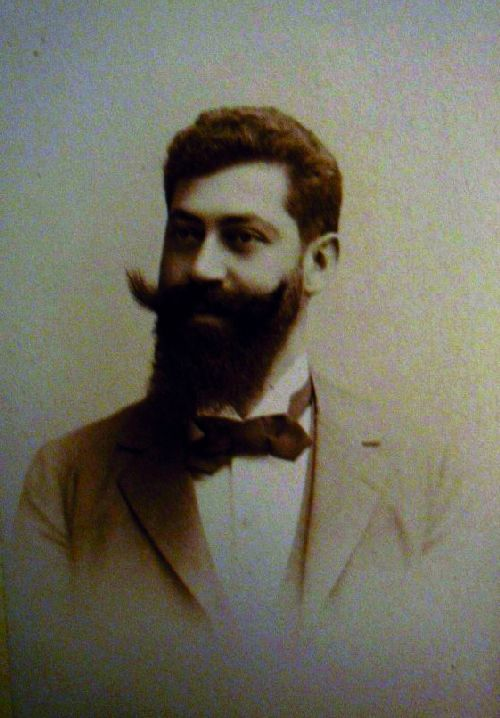
L'architecte Jakob Gartner

L'architecte Jakob Gartner, déjà connu pour la construction de plusieurs synagogues dont celles de l'Humboldtgasse et de la Kluckygasse à Vienne, est retenu pour la conception de la synagogue. Après de longues discussions sur le financement, celui-ci se porte garant, lors d'une assemblée générale de la Israelitischen Tempelvereins Simmering , des coûts de construction de 30 000 florins, même en y ajoutant la construction d'un appartement pour le gardien pour la somme de 3 000 florins. Les plans de soumission sont approuvés et déposés le 18 juillet 1898, et le permis de construire est délivré le 8 novembre 1898. Le permis de construire rappelle certaines exigences: 
« Avec l'approbation du conseil municipal de Vienne du 11 octobre et avec le consentement du conseil de la communauté juive de Vienne et celui des époux Ignaz et Maria Kraus, le bureau du district du magistrat du 11e arrondissement de la capitale impériale et siège royal de Vienne accorde à l'honorée association du temple juif du 11e arrondissement de Simmering à Vienne, par l'intermédiaire de son président Sigmund Kauders, 80 Hauptstrasse Simmering, le permis demandé pour construire un temple…
 Le bâtiment du temple sera en retrait de 5,88 m et de 3,13 m respectivement de la Hugogasse et de la Braunhubergasse, et une enceinte solide sera construite à l'intérieur de la ligne de construction, créant ainsi des jardins de façade vers les rues susmentionnées.
De part et d'autre des limites de propriétés, ces jardins de devant seront construits de plain-pied, et incluront les bâtiments annexes du temple d'hiver et de l'appartement du serviteur du temple. Pour le complexe du temple, deux toilettes seront construites au rez-de-chaussée et une toilette avec une antichambre côté cour au 1re étage ou galerie.
Les matières fécales ainsi que l'eau pluviale seront évacuées dans l'égout principal existant sous la Braunhubergasse au moyen de tuyaux en grès. C'est pourquoi une taxe de raccordement à l'égout de 27,38 m + 28,09 m = 55,47 m x 9 fl. = 499 fl. 23 Kr. pour ce chantier d'angle devra être acquittée...
La capacité du temple est de 249 places au rez-de-chaussée et de 133 places au premier étage dans les galeries. »
Il s'ensuit une liste de conditions sécuritaires requises :
« 1. Le nombre de personnes, tel que fixé ci-dessus ne doit pas être dépassé.

2. Tous les couloirs et communications ainsi que les portes de sortie et les escaliers doivent être dégagés.
 
3. Une fois que l'éclairage au gaz est utilisé pour l'éclairage artificiel du temple, tous les appareils d'éclairage dans les couloirs, les escaliers et dans la zone de circulation doivent être sécurisés avec un treillis métallique.
 
4. Un éclairage de secours à combustible solide dans une lanterne fermée à vitrage rouge doit être installé aux issues.
 
5. Toutes les portes de sortie doivent être installées pour s'ouvrir vers l'extérieur et éventuellement les portes vitrées doivent être sécurisées avec une grille.
 
6. Les escaliers doivent posséder une rampe d'appui continue.
 
7. La salle du temple doit être ventilée par un lanterneau de dimensions appropriées ou par des ouvertures d'alimentation en air frais au niveau des fenêtres… »
La première pierre de la synagogue est posée Le 2 décembre 1898 en l'honneur du 50e anniversaire du règne de l'empereur François-Joseph Ier. Un premier rapport de contrôle administratif a lieu le 22 novembre 1898 après la finition des fondations et un second le 15 février 1899. Construite par l'architecte de la ville Edmund Melcher selon les plans de l'architecte Jakob Gartner, la synagogue est inaugurée le 24 août 1899 en présence de nombreuses personnalités de la vie publique, politique, culturelle et religieuse .
Plans d'architecte de la synagogue (1898)

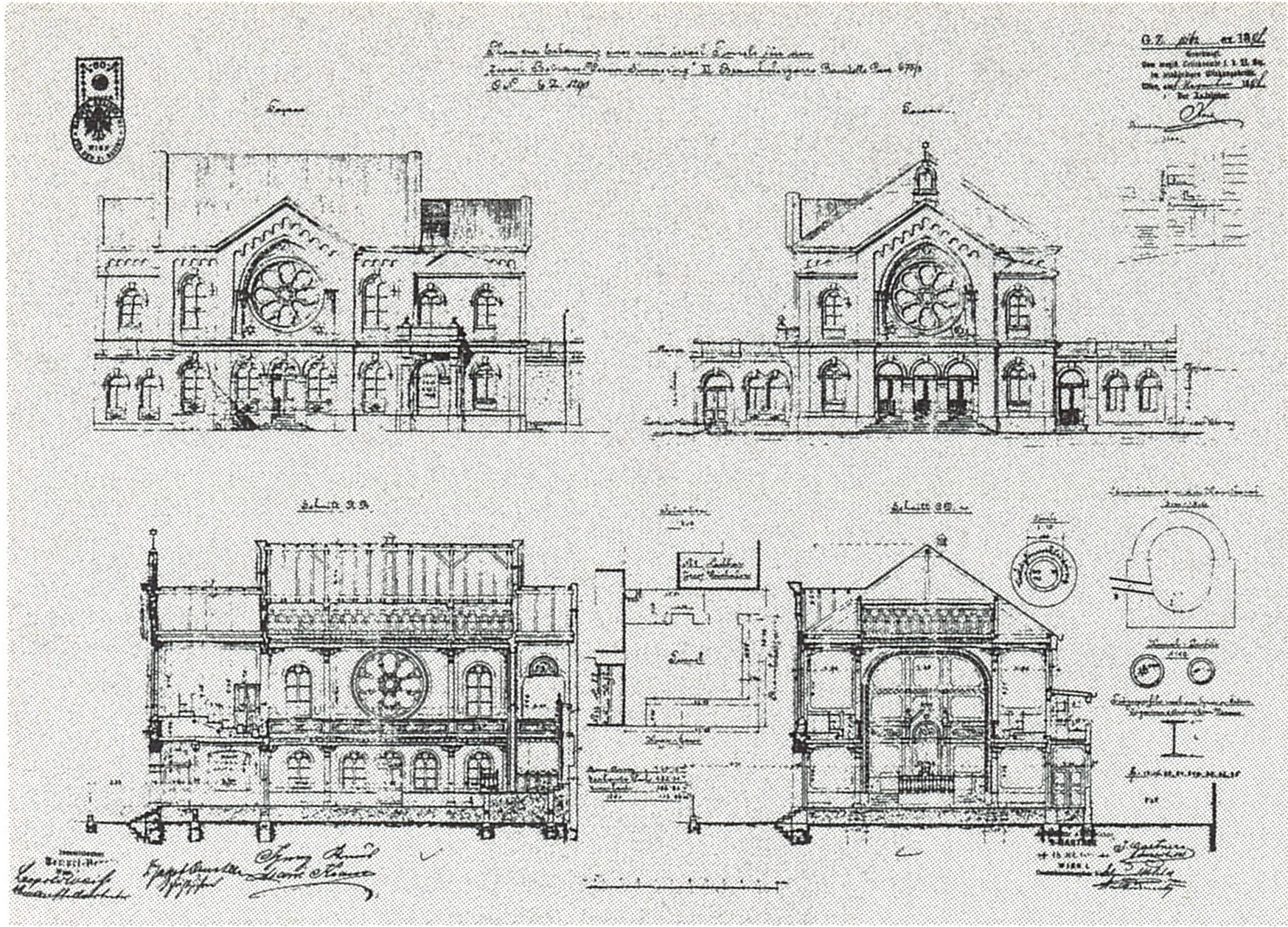
Vues extérieures et coupe intérieure
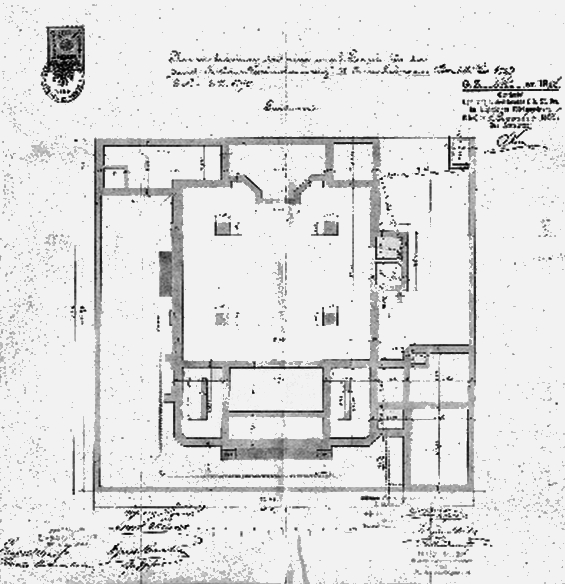
Plan des fondations
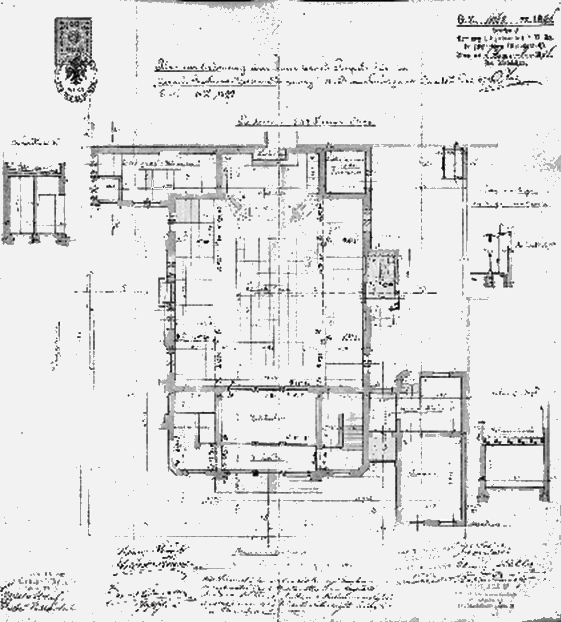
Plan du rez-de-chaussée
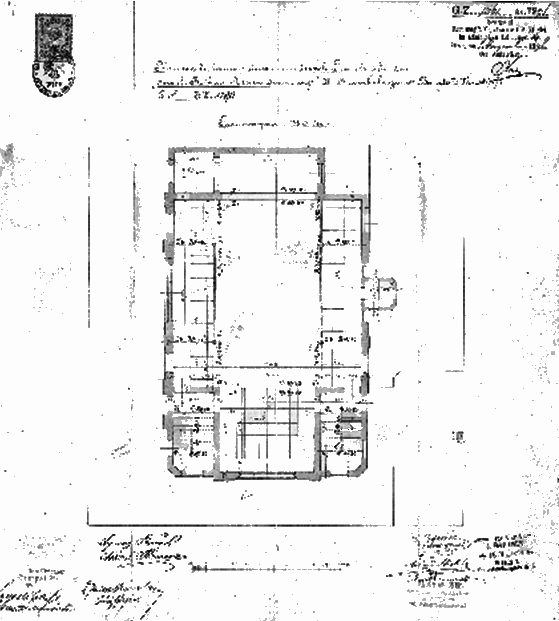
Plan des galeries au 1re étage

### Destruction de la synagogue
Avec l'Anschluss le 12 mars 1938, l'Autriche est rattachée au Troisième Reich allemand. En avril, les objets de culte de valeur sont confisqués à la synagogue de la Braunhubergasse, et dans la nuit de Cristal du 9 au 10 novembre 1938, la synagogue est incendiée par les nazis, encadrés par les SS du 89e Standarte. Les ruines sont ensuite expropriées et le terrain remis au  Stillhaltekommissar für Organisationen, Vereine und Verbände (Commissaire Conservateur pour les organisations, associations et clubs). König, le responsable du département des biens immobiliers du Commissaire conservateur, conclut un accord avec l'entrepreneur Franz Kabelac, 7a Krausegasse – Vienne 11:
« Je confirme par la présente l'accord conclu entre nous concernant la démolition du temple juif de la Braunhubergasse, Vienne XI. Le temple vous est remis pour démolition. Vous recevrez les matériaux récupérés et une contribution en espèces de 1 000 RM pour la démolition… Le chantier doit être débarrassé des débris afin que le futur propriétaire ne puisse pas faire de réclamations à cet égard. En ce qui concerne le bois de chauffage promis à la Nationalsozialistische Volkswohlfahrt (Secours populaire national-socialiste), vous vous chargerez de la livraison. Comme agréé, 10 000 briques doivent être livrées au NSDAP-Ortsgruppe (groupe nazi local) au prix de 25 RM les mille. Les travaux de démolition doivent être entamés le plus rapidement possible et la structure doit être démolie jusqu'aux murs du rez-de-chaussée au plus tard le 15 janvier 1939. »
Le 15 décembre 1938, l'avis de démolition de la synagogue détruite de Simmering est publié et les ruines sont rasées immédiatement après.
En décembre 1939, le département de la police du bâtiment de l'administration du Reichsgau de Vienne signale au ministère de l'Intérieur et de la Culture que la synagogue au 7 Braunhubergasse,  Vienne XI, est déblayée.  Jusqu'en 1938, le terrain avec le bâtiment de la synagogue était la propriété de la Israelitische Tempelverein Simmering (Association du temple israélite de Simmering). Le 17 mars 1939, le domaine est exproprié et devient la propriété du Aufbaufond Vermögensverwaltungs Ges.m.b.H (Société de gestion des actifs immobiliers). Auparavant, le 11 janvier 1939, le département des biens immobiliers du Commissaire conservateur avait estimé la valeur du terrain sur lequel se trouve actuellement un temple détruit à 7 650 Reichsmarks. 
Le 18 janvier 1940, le contrat d'achat entre Aufbaufond Vermögensverwaltungs Ges.m.b.H et les entrepreneurs Anton et Julie Duraz est signé, avec un prix d'achat de 8 000 Reichsmarks. En 1946, le terrain devient la propriété des chemins de fer fédéraux autrichiens .  
Après la Seconde Guerre mondiale, les autorités autrichiennes prennent une ordonnance sur l'enregistrement des biens saisis pendant la période nazie, dont l'article 1, paragraphe 2, impose, à toute personne ayant bénéficié de biens spoliés, de venir s'enregistrer. Cet enregistrement n'est effectué qu'à contrecœur par les Duraz, propriétaires du terrain de la synagogue. En 1946, ils déclarent qu'ils considèrent leur obligation d'enregistrement comme "douteuse", car ils n'ont pas acquis une propriété juive, mais qu'ils ont acheté un terrain vide appartenant à l'Aufbaufond Vermögensverwaltungs Ges.m.b.H. La communauté juive, en tant que successeur légal de l'Association du Temple juif de Simmering, qui ne s'est pas recréée, renonce en 1948 à la restitution du terrain, et reçoit la somme de 35 000 schillings à titre d'indemnisation.          

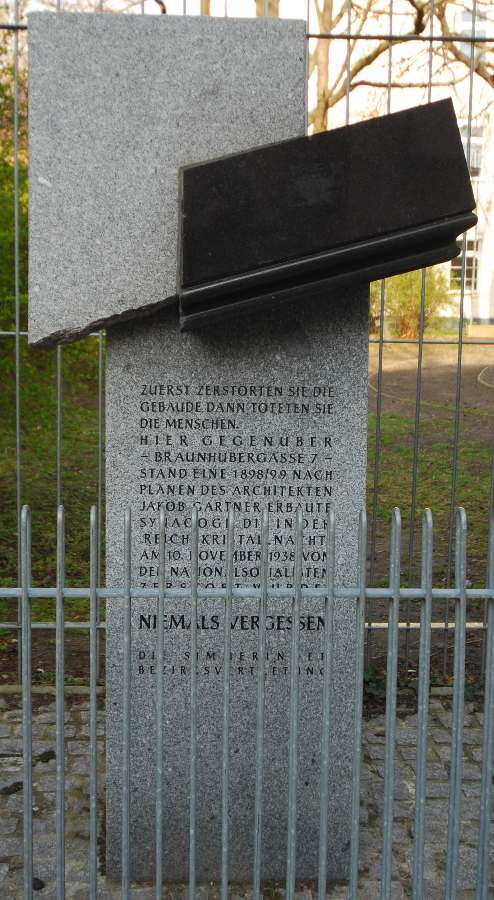
Le mémorial à l'angle de la Braunhubergasse et de la Hugogasse

### Mémorial
En 1977, la "Gemeinnützige Bau- und Siedlungsgenossenschaft Frieden" construit un complexe résidentiel à l'emplacement de l'ancienne synagogue.  Après des années de négociations infructueuses avec les propriétaires de la résidence du 7 Braunhubergasse, un mémorial est dévoilé le 9 novembre 2003 au coin de la Braunhubergasse et de la Hugogasse pour commémorer la synagogue. La pierre commémorative de deux mètres de haut a été créée selon les plans de Léopold Grausam par des employés de l'atelier municipal de maçonnerie de la ville de Vienne, en utilisant du granit de Mauthausen et du granit de Suède.

## Rabbins et Hazzanim importants
Parmi les rabbins qui ont marqué la communauté de Simmering, on peut citer Armin Abeles (1872-1930) et S. Margulies. Adolf Schäfer est hazzan (chantre) à partir de 1896. Jusqu'en 1924, Moritz Harendorf et J. Pordes seront hazzanim, puis à partir de 1926, Max Schidlo devient chef hazzan. 
L'ancien chantre Moritz Harendorf et sa femme seront envoyés en 1942 au camp de concentration de Theresienstadt et de là à Auschwitz où il seront assassinés en 1944.

## Description de la synagogue
En raison de l'environnement urbain, la synagogue est orientée nord-sud, avec l'Arche Sainte sur le mur sud, ce qui est admis dans le judaïsme réformé, en opposition avec l'orientation vers Jérusalem imposée par le judaïsme orthodoxe. Au tournant du siècle, Simmering est caractérisé par des bâtiments industriels. On trouve à proximité de la synagogue, une usine de peinture et de vernis, une fonderie, une usine de traitement du cuir et une usine de torréfaction de café. Entre ces bâtiments industriels, il y a des immeubles résidentiels pouvant atteindre quatre étages. Il est probable que la façade sur la Hugogasse, qui fait face à l'est, ait été richement décorée en raison de l'orientation inadaptée de la synagogue. 
La synagogue de la Braunhubergasse est dégagée sur trois côtés et en retrait par rapport à la rue, séparée de celle-ci par un jardin. Seule la façade sud est directement adjacente à une construction voisine. Du côté ouest, la synagogue est séparée du bâtiment voisin par la maison du serviteur du temple à un étage. La synagogue est un bâtiment à trois nefs. Le vestibule mène directement à la salle de prière centrale et à droite et à gauche aux escaliers vers les galeries. Les escaliers sont en pierre dite de Groß Opatowitz (Moravie), un granit léger, fin à moyen avec une forte proportion de quartz. Exceptionnellement, cette information sur le matériau et le fournisseur Vulkan & Neubrunn est mentionnée dans le document de soumission.
Au rez-de-chaussée, la salle de prière avec la nef centrale surélevée, est aménagée en carré et offre des sièges pour 249 hommes. Pour les femmes, 133 places sont disponibles dans les galeries, qui sont soutenues par quatre colonnes en fonte recouvertes de planches de liège. Les colonnes du rez-de-chaussée soutenant les galeries ont une hauteur de 3,72 m et une épaisseur de 170 mm, tandis que les colonnes de la galerie jusqu'au plafond de la salle ont une hauteur de 5,05 m et une épaisseur de 150 mm. L'Arche Sainte, au fond de la salle est surélevée de quatre marches. L'intérieur de la salle est décoré de stuc. Comme stipulé dans le permis de construire, deux toilettes sont situées au rez-de-chaussée et une au premier étage. 
L'entrée principale se trouve sur la façade nord et est surélevée de cinq marches par rapport au niveau du jardin. La façade est divisée en trois parties, avec au centre un avant-corps surmonté d'un pignon triangulaire ornée d'une rosace de style roman et d'une frise en arc rond. Les corps latéraux sont moins élevés et couverts uniquement d'un toit plat. Deux entrées latérales mènent l'une vers la Hugogasse et l'autre à la cour intérieure. La synagogue n'a ni tour ni dôme, éventuellement dans un souci d'économie . 
Le jardin situé en bordure de route est entouré d'un mur d'enceinte d'environ un mètre de haut, sur lequel est érigée une clôture en grillage métallique, également d'environ un mètre de haut.